# Georg Andreas Wolfgang d. J.
Georg Andreas Wolfgang (* 1703 in Augsburg; † 22. Januar 1745 in Gotha) war ein deutscher Maler.

## Leben
Georg Andreas Wolfgang war der jüngere Sohn des Kupferstechers Johann Georg Wolfgang in Augsburg. Er hielt sich einige Jahre in Italien auf und reiste dann durch Deutschland, Frankreich, Holland und England. In Augsburg lebte er nur einige Jahre. Er war ein guter Porträtmaler und wurde schließlich Hofmaler zu Gotha, wo er bis zu seinem Tod lebte.

Werkbeispiele
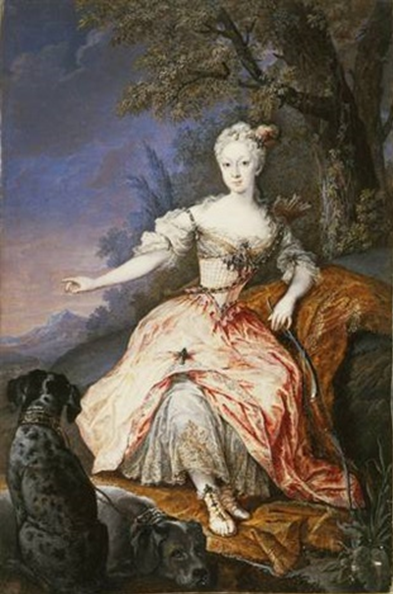
Maria Theresia von Österreich, 1727
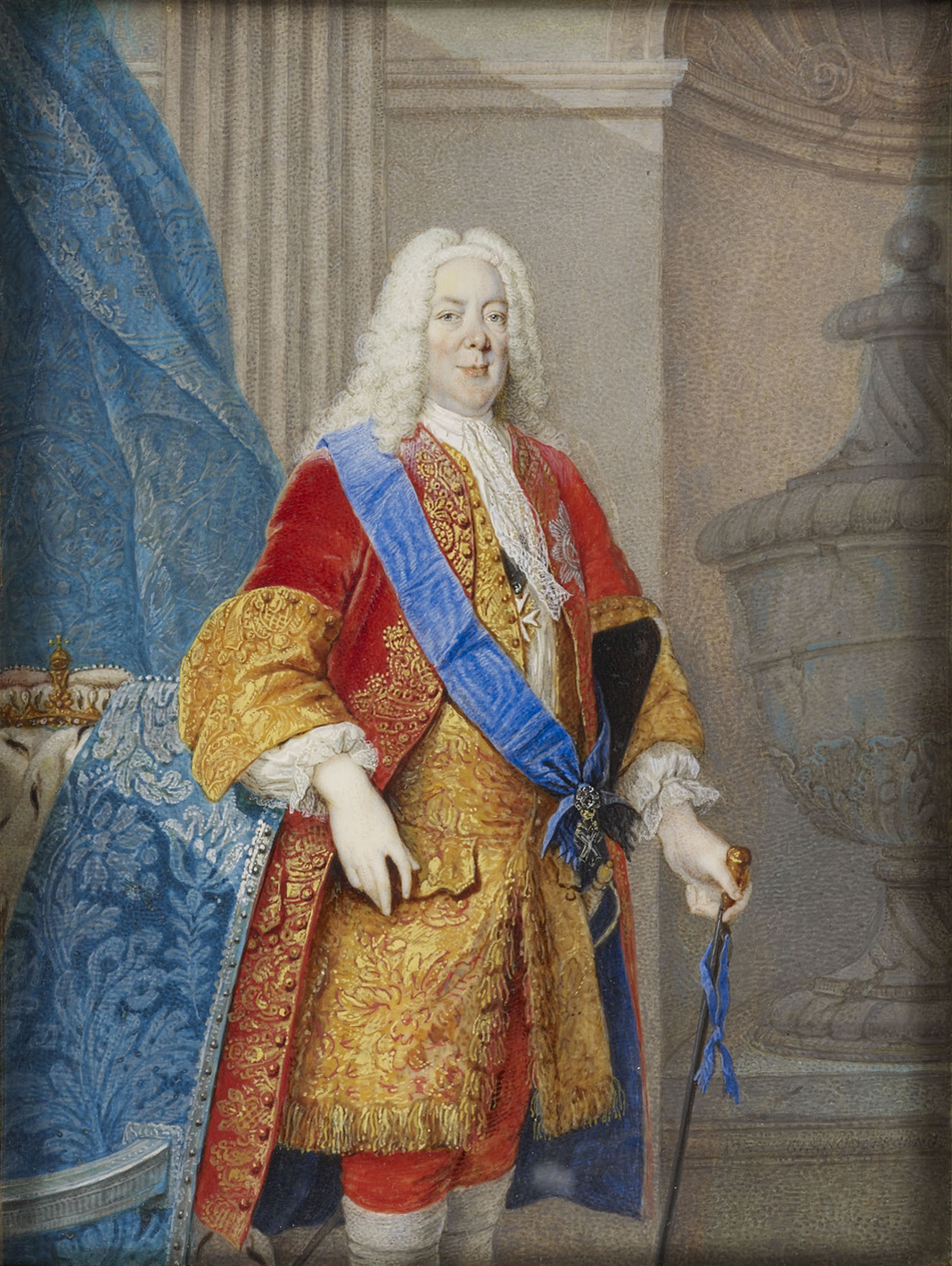
Ludwig von Braunschweig-Wolfenbüttel,  1733
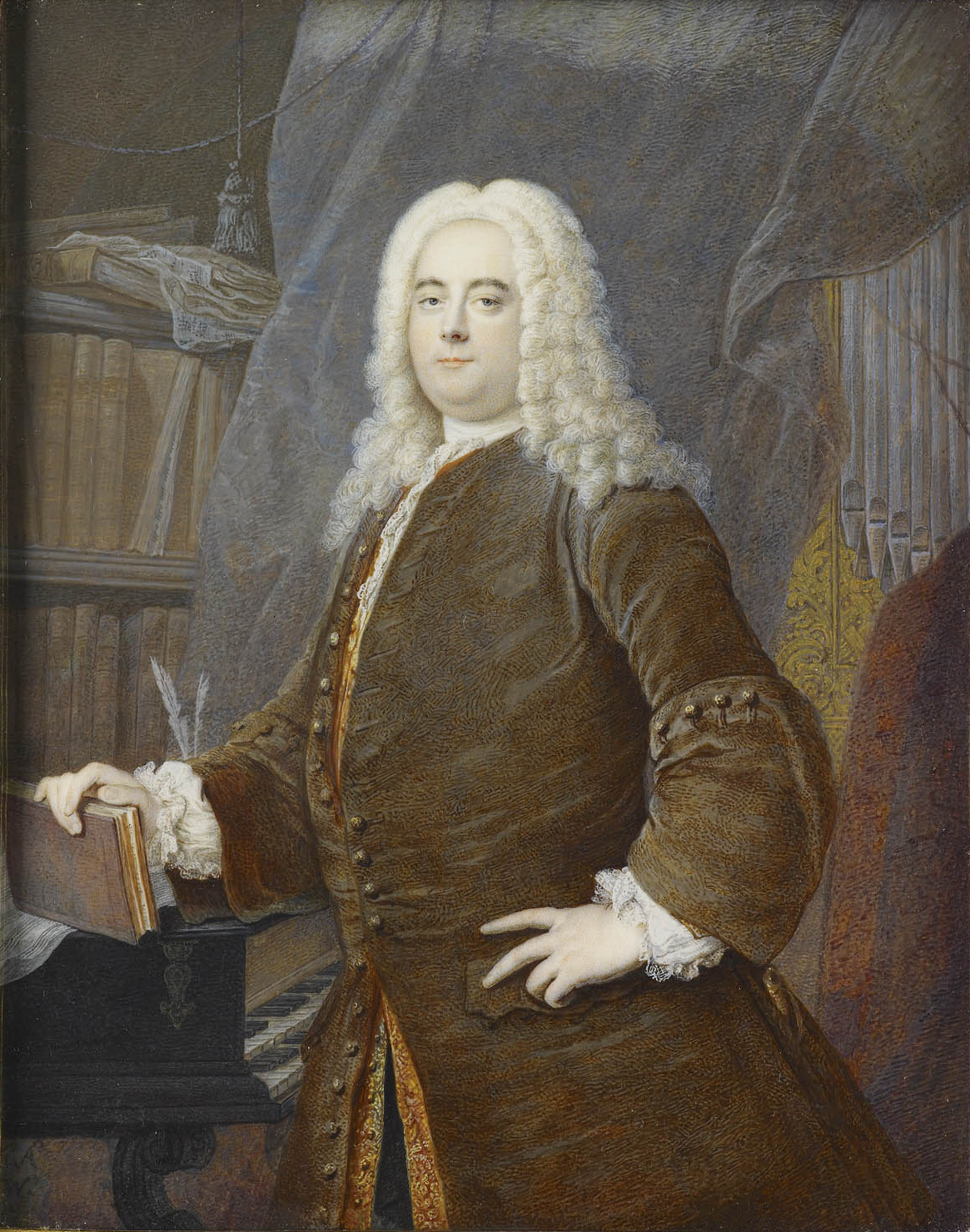
Georg Friedrich Händel, um 1737